# Аутроп, Ян Петрович
Ян Петрович Аутроп (Аутрун) (19 февраля 1901, Курляндская губерния — ?) — герой Гражданской войны, участник Варшавского сражения.

## Биография
Из батраков, латыш, обучался в сельском училище. После начала Первой Мировой войны Курляндская губерния была занята немецкими войсками, Ян был направлен в 12 императорскую армию, на рытьё окопов. После Февральской революции служил в одном из латышских полков. Добровольно вступил в Красную Армию, к концу 1917 года находился в Валко-Руенском боевом отряде, попал в плен к немцам. После побега примкнул к партизанскому отряду «Грассис». В 1919 году — разведчик и пулемётчик в 8-м латышском пехотном полку, 3-й Казанской стрелковой дивизии. Принимал участие в боях на северо-западном, деникинском, польском, врангелевском фронтах. Имел ранения и контузию. После разгрома частей Врангеля, окончил кавалерийские курсы при кавбригаде Латдивизии. Состоял на различных командных постах, принимал участие в боях против банд Махно и других. Отличился у деревни Сухая Солотина под Харьковом, когда после неудачного наступления роты, Аутроп со своим пулемётом, один, в течение нескольких часов сдерживал натиск неприятеля, пока не подошла подмога и вновь началось наступление. За этот подвиг пулемётчик и разведчик Ян Аутроп, был награждён орденом Красного Знамени РСФСР и серебряными часами. Дальнейшая судьба красноармейца неизвестна.